# Серии Оцеляване (1999)
Сериите Оцеляване (1999) (на английски: Survivor Series) е тринадесетото годишно pay-per-view събитие от поредицата Серии Оцеляване, продуцирано от Световната федерация по кеч (WWF). Провежда се на 14 ноември 1999 г. в Детройт, Мичиган.

## Обща информация
Основното събитие е мач тройна заплаха за Титлата на WWF между Трите Хикса, Грамадата и Скалата. Грамадата е заместител на Ледения Стив Остин, който е блъснат от кола по-рано през нощта (което е сценарий за Остин, който се нуждае от време да се възстанови от контузиите си). В действителност Остин се нуждае от операция на гръбначния стълб, за да поправи травми, произтичащи от сериозна контузия, която той претърпява малко повече от две години на Лятно тръшване (1997).
Подкарда включва Разбойниците на Новото време, защитаващи Световните отборни титли на WWF срещу Ал Сноу и Менкайнд, Чайна защитаваща Интерконтиненталната титла на WWF срещу Крис Джерико, три елиминационни мача от Сериите Оцеляване. както и дебютът в WWF на олимпийския златен медалист Кърт Енгъл.

## Резултати
| №                                         | Резултати | Правила                                               | Време |
| ----------------------------------------- | --- | ----------------------------------------------------- | ----- |
| 1                                         | Д'Ло Браун, Кръстника и Хедбенгърс (Мош и Трашър) побеждават Дяконите (Брадшоу и Фарук) и Дъдли бойз (Бъба Рей Дъдли и Дивон Дъдли)                                | Сървайвър елиминационен мач 4 срещу 4                 | 09:36 |
| 2                                         | Кърт Енгъл поб. Шон Стейсиак | Индивидуален мач                                      | 05:57 |
| 3                                         | Гангрел, Марк Хенри, Стив Блекман и Вал Винъс поб. Британския Булдог и Лошата улична хайка (Джоуи Абс, Пий Газ и Родни)                                            | Сървайвър елиминационен мач 4 срещу 4                 | 09:08 |
| 4                                         | Дебра, Невероятната Мула, Мей Йънг и Тори поб. Айвъри, Жаклин, Луна Вашон и Тери Рънълс                                                                            | Осморен отборен мач                                   | 01:50 |
| 5                                         | Кейн поб. Екс Пак чрез дисквалификация | Индивидуален мач                                      | 04:15 |
| 6                                         | Грамадата поб. Биг Бос Мен, Мидеон, Принц Албърт и Висцера | Сървайвър елиминационен мач 1 срещу 4                 | 01:26 |
| 7                                         | Чайна (ш) (с Мис Кити) поб. Крис Джерико | Индивидуален мач за Интерконтиненталната титла на WWF | 13:34 |
| 8                                         | Холитата (Краш Холи и Хардкор Холи) и Много яко (Гранд Мастър Секси и Скоти Ту Хоти) поб. Острието и Крисчън и Харди бойз (Джеф Харди и Мат Харди) (с Тери Рънълс) | Сървайвър елиминационен мач 4 срещу 4                 | 14:27 |
| 9                                         | Разбойниците на Новото време (Били Гън и Роуд Дог) (ш) поб. Ал Сноу и Менкайнд (с Главата)                                                                         | Отборен мач за Световните отборни титли на WWF        | 13:59 |
| 10                                        | Грамадата поб. Трите Хикса (ш) и Скалата | Мач Тройна заплаха за Титлата на WWF                  | 16:13 |
| - (ш) – указва шампиона/шампионите в мача | |                                                       |       |